# Marcello Venturi
 (mai 2024).
Si vous disposez d'ouvrages ou d'articles de référence ou si vous connaissez des sites web de qualité traitant du thème abordé ici, merci de compléter l'article en donnant les références utiles à sa vérifiabilité et en les liant à la section « Notes et références ».
Pour les articles homonymes, voir Venturi.
Marcello Venturi, né en 21 avril 1925 à Seravezza et mort le 21 avril 2008 à Molare, est un journaliste et écrivain italien, figure de proue du courant néo-réaliste de l'après-guerre.
Il est considéré[Par qui ?] comme l'un des écrivains italiens parmi les plus importants de la seconde moitié du XXe siècle.

## Biographie
Personnalité marquante de la Résistance italienne — qui deviendra un des thèmes fondamentaux de sa première œuvre — Marcello Venturi est un écrivain prolifique qui est resté fidèle, au fil d'un demi-siècle d'activité littéraire et au travers d'une vingtaine de livres, à marquer son attachement à raconter des histoires de « pauvres chrétiens », toujours du côté des plus faibles pour montrer leur grandeur souvent mal ou délibérément ignorée[Interprétation personnelle ?].
Ex-aequo avec Italo Calvino, il obtient un prix décerné par le quotidien L'Unità destiné à récompenser des histoires inédites se déroulant dans le milieu de la Résistance. Ses histoires de cette période sont recueillies en 1995 dans le livre Cinq minutes de temps (édité par Gargo & Gargo).
Venturi alterne pendant de nombreuses années l'activité littéraire avec le journalisme.
Son roman le plus connu est Bandiera bianca a Cefalonia, l'un des premiers textes qui — entre histoire et littérature — porte à l'attention du public le massacre de Céphalonie.  Publié initialement en 1963, le roman est réédité en 2004 par Mondadori.
Avec le livre Sconfitti sul Campo, Marcello Venturi remporte le prix Stresa de la fiction en 1982.
Une grande partie de ses romans se déroulent en Toscane, dans la région des Apennins, qu'il connaît depuis l'enfance.
De 1954 à 1957, il vit à Milan avec Anna Maria Ortese, écrivaine, auteure d'Angelici dolori (1937).
Marcello Venturi meurt le 21 avril 2008 à l'âge de 83 ans.

## Œuvres
- Il treno degli Appennini (1956)
- L'ultimo veliero (1962)
- Bandiera bianca a Cefalonia (1963, réédité en 2004)
- Sconfitti sul Campo (1982)
- Padrone dell'agricola (1979), prix Napoli
- La divisione Acqui a Cefalonia (1993), écrit avec Giorgio Rochat, Milan, Ugo Mursia Editore
- Cinque minuti di tempo (1995)